# Chrysotoxum perplexum
Chrysotoxum perplexum är en tvåvingeart som beskrevs av Johnson 1924. Chrysotoxum perplexum ingår i släktet getingblomflugor, och familjen blomflugor. Inga underarter finns listade i Catalogue of Life.